# Snäckevarp och Fyrtorp
Snäckevarp och Fyrtorp var före 2015 en av SCB avgränsad och namnsatt småort i Gryts socken i östra delen av Valdemarsviks kommun i Östergötlands län. Småorten hade 91 invånare år 2010. Småorten upphörde 2015 när området växte samman med småorterna Fyrudden och Gryt för att bilda tätorten Gryt.
Småorten omfattade bebyggelse i Snäckevarp och Fyrtorp belägna ungefär 14 km rakt öster om Valdemarsvik, mellan Gryt och Fyrudden.

## Historik
Snäckevarp och Fyrtorp är namnen på två skilda gårdar för den före detta småorten.
Snäckevarp omnämns som Sneckeuarp i jordeboken 1543 och upptar då ett helt kronohemman. Mangårdsbyggnaden troligen uppförd på 1600-talet.
Fyrtorp nämns som Fyretorp 1535. Fyre syftar på furuskog. Fyrtorp betyder alltså "furuskogstorpet". Jordeboken 1543 upptar ett helt kronohemman. Före Laga skifte omkring 1841 fanns tre gårdar i byn. En av dessa flyttades ut, kallas Lilla Fyrtorp.